# Amrafel
Amrafel is een figuur uit de Bijbel. Volgens
Genesis (14:1 e.v.) was hij koning van Sinear of Babylon. De betekenis van de naam is ‘spreker van duisternis’ of ‘val van de spreker’ of ‘gebieder van de duisternis’ of ‘val van de gebieder’. Amrafel en drie andere koningen versloegen vijf Kanaänietische koningen.